# Donfeld
Donfeld (ur. 3 lipca 1934 w Los Angeles, zm. 3 lutego 2007 tamże) – amerykański kostiumograf filmowy.

## Filmografia
- 1961: Szeryf w spódnicy
- 1964: Prawda przeciw prawdzie
- 1964: Kto leży w moim grobie?
- 1971: Diamenty są wieczne
- 1978: Kto wykańcza europejską kuchnię?
- 1985: Honor Prizzich
- 1993: Tata na wagarach

## Nagrody i nominacje
Był nominowany do nagrody Emmy i czterokrotnie do nominowany do Oscara w kategorii kostiumy (Costume Design):
- 1962 35. ceremonia wręczenia Oscarów: Dni wina i róż (Days of Wine and Roses)
- 1969 42. ceremonia wręczenia Oscarów: Czyż nie dobija się koni (They Shoot Horses, Don't They?)
- 1973 46. ceremonia wręczenia Oscarów: Tomek Sawyer (Tom Sawyer)
- 1985 48. ceremonia wręczenia Oscarów: Honor Prizzich (Prizzi's Honor)